# Église méthodiste de Sion (Strasbourg)
Pour les articles homonymes, voir Église de Sion (homonymie).
L’église évangélique méthodiste ou Temple de Sion de Strasbourg, située place Benjamin-Zix dans le quartier de la Petite France, est construite en 1882 dans le style néo-roman. L'originalité de l'église est que la salle de culte se situe au premier étage, le rez-de-chaussée étant destiné au logement du pasteur.
À l'origine l'église était surmontée d'un clocheton, démoli en 1961, car en très mauvais état. L'église a été rénovée en 2014.

## Historique
En juin 1868 Johann. P. Schnatz, pasteur missionnaire, est envoyé à Strasbourg par la Evangelische Gemeinschaft von Nordamerika, une communauté d'émigrés germanophones en partie originaires d'Alsace. Quelques mois plus tard il obtient de la part du gouvernement de Napoléon III, via le préfet Lezay-Marnésia, l'autorisation d'organiser des réunions à Strasbourg. Elles ont d'abord lieu dans une salle de restaurant qui s'avère bientôt trop exiguë. Une collecte de fonds pour la construction d'une chapelle est alors lancée, mais ces projets sont interrompus par la guerre de 1870.
Des églises méthodistes des États-Unis apportent leur soutien et les travaux peuvent commencer le 17 janvier 1882. Le bâtiment est inauguré le 10 décembre 1882 et reçoit le nom de « Zionskirche ».
À partir de 1889, les deux premières sœurs diaconesses, logées dans l'église, visitent les pauvres et les malades du quartier. Elles font partie de l'association de diaconie chrétienne Bethesda, qui se développe rapidement. Elles sont au nombre de 16 quatre ans plus tard.
Les bombardements de la Seconde Guerre mondiale détruisent plusieurs bâtiments voisins, mais l'église est épargnée, à l'exception de quelques bris de vitres.
Le 15 novembre 1961, le clocheton, qui à l'origine surmontait le cintre en façade, est détruit à la demande de la communauté en raison de son état très défectueux.
Au début du XXIe siècle, alors que le bâtiment n'est plus en conformité avec les normes de sécurité contemporaine, le presbytère de la rue Sabine est vendu pour contribuer au financement des travaux qui commencent en août 2012 et s'achèvent en février 2014. L'église rénovée est inaugurée le 17 mai 2014 en présence des représentants des différentes confessions chrétiennes et des collectivités publiques.

Vues historiques
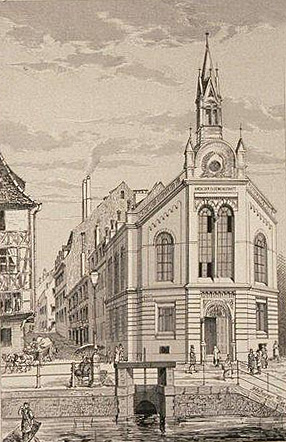
En 1883
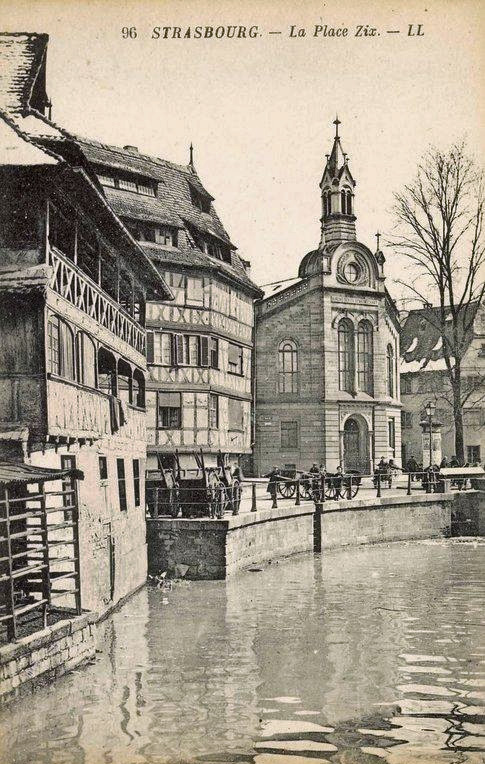
Vers 1918

## Architecture
Cette construction, qui associe à la fois les formes néo-romanes et contemporaines, n'a pas toujours fait l'unanimité des observateurs. Maurice Moszberger et ses collaborateurs estiment que depuis qu'elle a perdu son clocheton, elle « ne dépare plus la place envahie par les touristes ». De leur côté, l'historien de l'art Roland Recht et son équipe vont plus loin encore et la décrivent comme « une infâme chapelle sans style ».
Plus neutre, Suzanne Braun décrit avec précision la façade à trois pans, l'ouverture monumentale qui associe les modèles décoratifs romans (notamment les chapiteaux tronconiques sculptés et l'ouverture en plein cintre aux motifs antiquisants, tels que les socles cannelés et le linteau avec triglyphes et métopes). Le millésime 1882 est gravé au sommet de l'arc. Celui de la façade est couronné d'un fronton arrondi, percé d'un oculus et orné de palmes sculptées.

Intérieur rénové dans un bâtiment romanisant
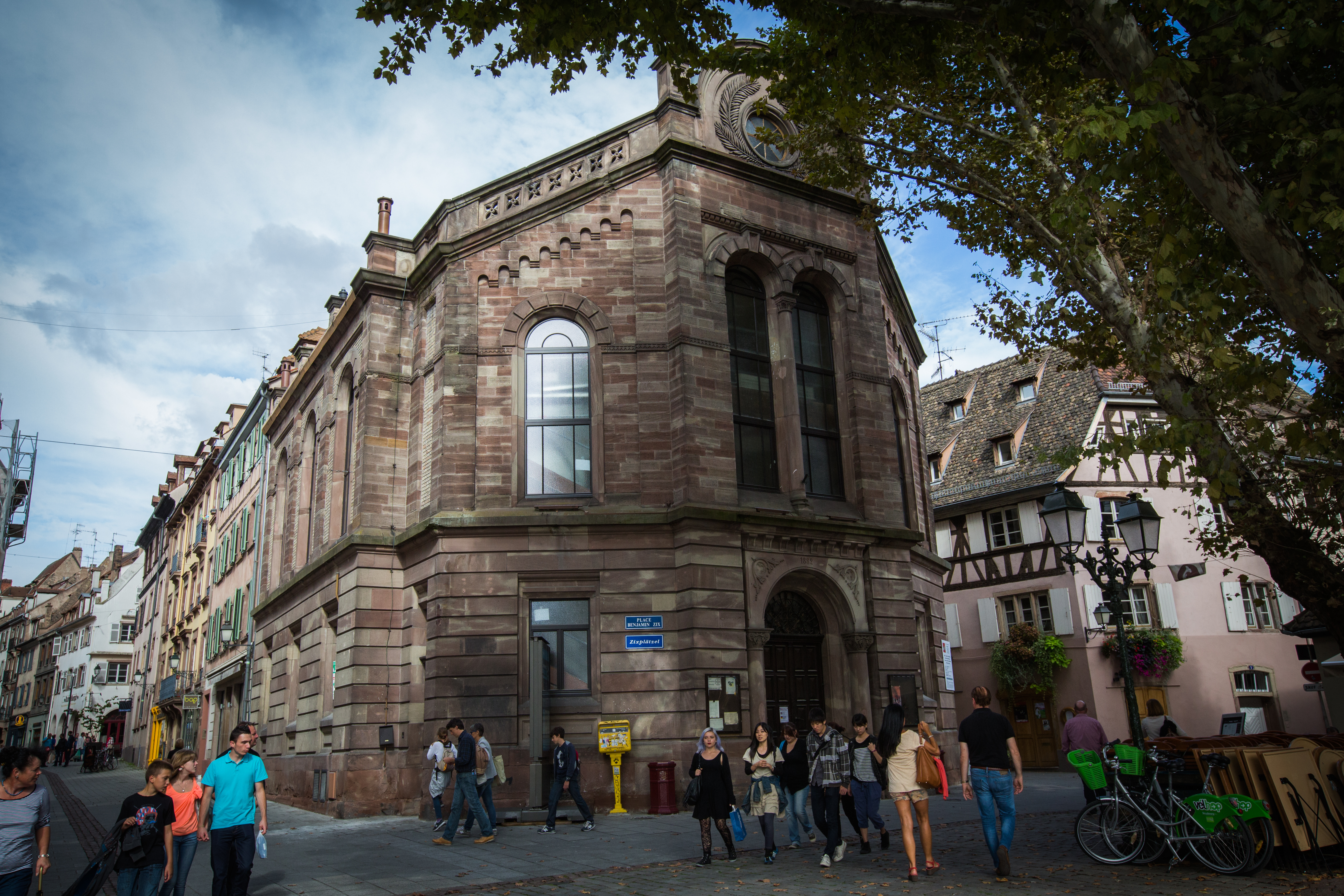
Façade à trois pans
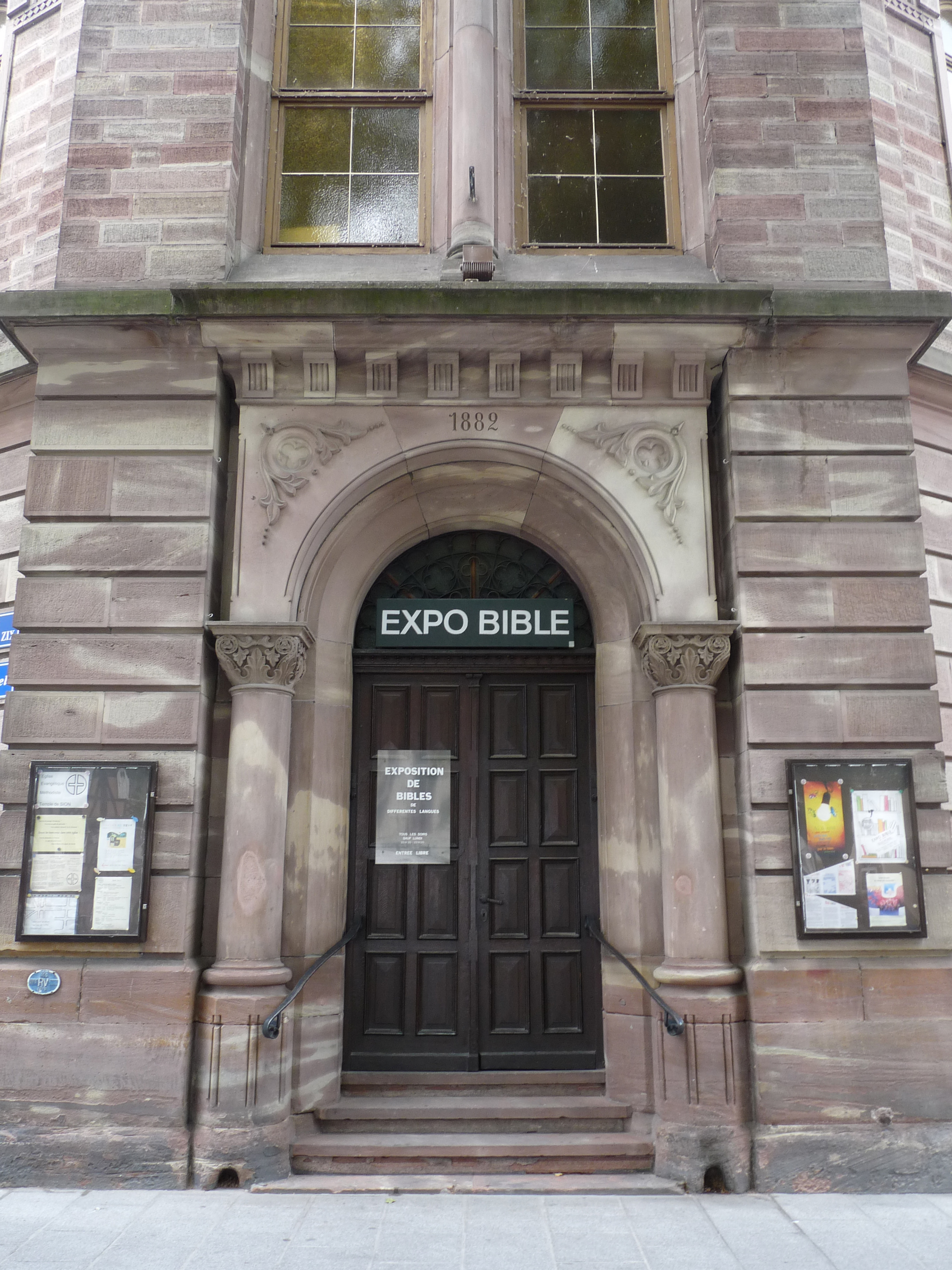
Millésime gravé au-dessus de l'entrée
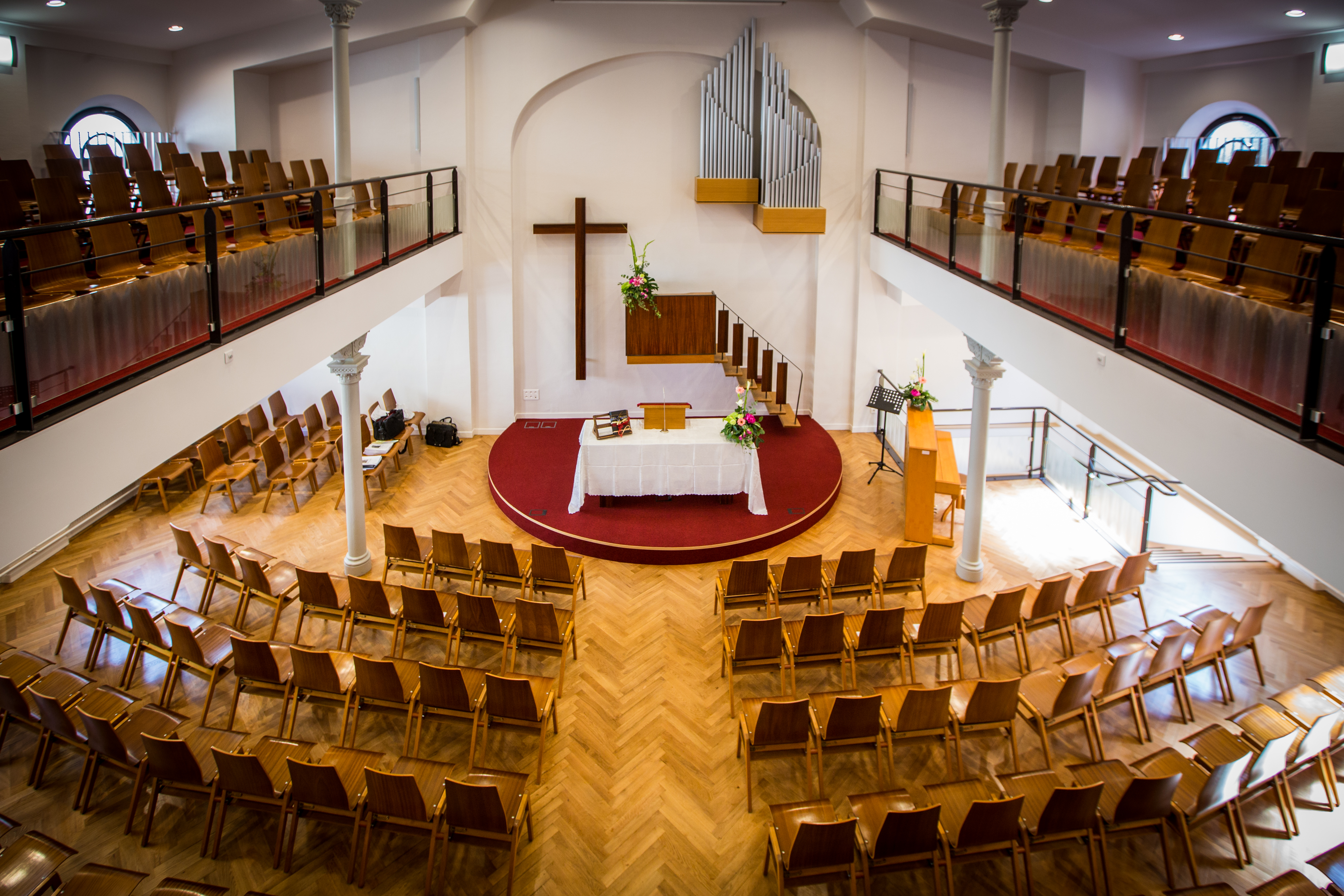
Vue sur la grande salle et les tribunes

L'identité de l'architecte n'est pas établie avec certitude. Le nom de Mack, architecte à Stuttgart, est cité dans le Evangelischer Botschafter du 6 janvier 1883 par le pasteur C. Zwingli, qui ne précise pas son prénom. Il pourrait s'agir de Wilhelm Friedrich Mack (1848-1924), effectivement architecte à Stuttgart.

## Communauté
Le jour de l'inauguration, en décembre 1882, 750 personnes sont présentes. La communauté recense alors 113 membres, 300 amis et 110 enfants. En 2014 elle compte environ 150 membres adultes engagés.
L'église évangélique méthodiste de Strasbourg est membre de l'Entente des églises protestantes évangéliques de la Communauté urbaine de Strasbourg (CUS) et du Conseil protestant de Strasbourg.